# 戴维·玻姆
戴维·玻姆（英語：David Bohm，1917年12月20日—1992年10月27日），英籍美国物理学家，对量子力学有突出的贡献，并曾参与曼哈顿工程。

## 生平

### 青年与大学
1917年12月20日，戴维·玻姆生于美国宾夕法尼亚州。他的父母均为犹太人。1939年毕业于賓夕法尼亞州立大學。之后在加州大学伯克利分校获得博士学位，指導教授是罗伯特·奥本海默。后因麦卡锡主义的迫害，被迫离开美国。

### 工作和博士学位

#### 量子理论和玻姆扩散
在他早期，玻姆对物理学作出了许多重大贡献，特别是对量子力学和相对论理论。他发展了一种等离子体理论，发现了被称为玻姆扩散（Bohm diffusion）的电子现象。他的第一本书，出版于1951年的《量子理论》，受到爱因斯坦的欢迎。但是玻姆并不满意量子力学的传统诠释，关于这一点他写进了书中。由于意识到量子力学的WKB近似导致决定性的方程，以及相信纯粹的近似不可能把一个概率性理论变成决定性理论，玻姆开始怀疑在量子力学里使用传统方法的必然性。
1952年，玻姆发表了两篇论文，支持了路易·德布罗意在1927年索尔维会议后中断發展的导航波理论，回应了当初对导航波理论反对的声音。玻姆的工作促使德布罗意重返该课题，继续发展他自己的双解理论（Double Solution Theory）。
玻姆他们的目标并非试图展示一个决定性的力学观点，而是要表明：和传统诠释相反的是，把属性归因于一个潜伏在可观测的量子世界之下的现实（reality）是可能的。在玻姆的努力下发展起来的德布罗意-玻姆理论，其预测完美地与非决定性量子力学相符。他最初把他的方法称为隐变量理论，后来称之为存在性理论（ontological theory）。
玻姆的工作以及爱因斯坦-波多尔斯基-罗森佯谬，成为促成贝尔定理的主要因素。贝尔定理完全排除了局域隐变量理论。

#### 隐序和显序
隐序（Implicate order）和显序（explicate order）是玻姆创造的概念，是描述同一个现象或现实方面时采用的两种不同框架。他用这些概念描述，在不同的背景诸如不同的尺度下，同一种现象为何有可能看起来不同。
隐序也称卷序（"enfolded" order），被视作更深入更基本的现实的秩序。作为比较，显序或称展序（"unfolded" order）包含了人们通常感知到的抽象物。
他写道:在隐序中，空间和时间不再是决定不同成份之相关性或非相关性的主导因素。相反地，各成份之间可能存在一个完全不同的、比较基本的关联，通过这种关联，我们关于时空以及单独存在的物质微粒的通常概念，被抽象为源自深层秩序的形式。这些通常概念实际上出现在所谓显序或展序中，而显序则是被包含在一切隐序的全面总体中的一种奇特形式。
玻姆和海利（Basil Hiley）主张：万物诸如粒子、客体、主体，皆作为一种潜层活动的半自主半局域的属性而存在。这些属性，只有经过满足某些准则的某种程度的近似，方可被认为是独立无关的。在这个图景中，量子现象的经典极限在作用量函数不大于普朗克常数的情况下，体现了一种这样的准则。他们用整体动态（holomovement）这个词称呼这些序中的这种活动。

#### 阿哈诺夫－玻姆效应
1959年，玻姆和阿哈诺夫发现了阿哈罗诺夫－玻姆效应。首次显示磁矢势可以具有真实的物理效应。
此外，玻姆也一度进行过一些人文社会学研究，并出版了《论对话》一书。

#### 大脑全息模型

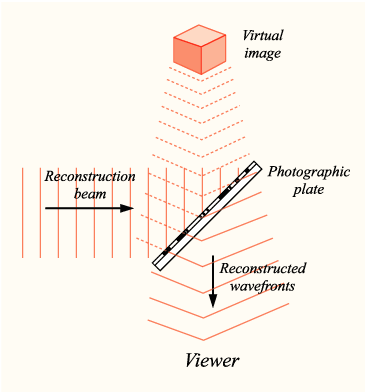
在一个全息重建中，每一个感光板的区域包含整个图像

与斯坦福大学神经科学家卡尔·普利贝拉姆合作，玻姆加入了对大脑功能全息模型的早期研究。这一人类认知方式的模型彻底不同于通常人们所接受的观念。 玻姆与普利布拉姆研究的理论认为大脑运作的方式与全息图的原理很相似——其运作遵循量子数学原理，并与脑波模式的特征相对应。

#### 思想是一个体系
使波姆感到警觉的，是他认为在人与自然之间、人与人之间乃至在个人自身内在，不平衡都在增长。波姆说:“所以你开始纳闷到底人类会发生什么，科技在以越来越大的力量持续进步，而这带来的可能是福祉，也可能毁灭。
他继续发问:

这一切麻烦的源头在哪里？我要说，这源头就是思想。许多人会认为这样的看法是疯狂的，因为思想是我们拥有用以解决问题的工具。这是人类传统的一部分。但是看起来，我们用以解决问题的东西恰恰就是我们问题的源头。这就如同去找医生看病，而其实他却帮你生病一样。事实上我们有20%的医疗案例就是这么回事。但是在思想的案例中，这种比例可远不止20%。

在波姆看来：

……所有人共同默认的假设，是思想告诉你事物是什么样的，思想本身并无作为——是“你”在面对思想，并决定如何处理这些信息。但事实上并不是你决定如何处理信息，是思想在牵着你跑。但是它给了你虚假的错觉——似乎是你在开动思想，似乎你是控制思想的那一个。然而事实正好相反，是思想是控制了我们每一个人。
思想创造了一切分界，然后再认为这些分界是自然存在于外的。而思想的另一个主要特征是：它不知道是它自己在营造一切，于是它挣扎着反抗自己营造的东西。它并不想知道这一切是自己搞出来的，于是它与自己造就的结果对抗：在保持同样思维方式的同时，却试图回避由其带来的不愉快结果。这种特征我称之为“持续的自相矛盾”。

波姆因此在《思想是体系》一书中提出，思想具有渗透性和系统性的本质：

我用“思想”这个词表示整个体系，包括思想、觉受、身体，以及分享思想的社会整体——这些都在一个过程之内。对我来说非常关键的就是不要把它们割裂开，因为他们是同一个过程；某个其他人的想法变成我的想法，而我的想法也变成别人的想法。因此把这一整套东西分别看成是我的思想、你的思想、我的感觉、这些感觉、那些感觉，这种角度是错误的，并且会误导我们。我想说，以现代语言习惯来讲，思想造就的是一个体系。体系意味着存在一套彼此相关联的事物或构成整体的各部分。但如今人们使用这个词的通常含义是一样事物的所有组成部分是彼此互相依存的，而且相互依存的不仅是它们之间的互动，它们各自的意义和存也只有相互依存才能产生。如同一个公司，公司的组织就是一个系统，公司里有这一部门，那一部门等等。但它们单独并无任何意义，它们必须联合起来运作。身体也是一个系统，社会在某种意义上也是一个系统。这样的例子还有很多。
与它们相似，思想也是一个系统。这一系统不仅包括思想、觉受和情感，还包括身体的状态，并且包括了整个人类社会——因为思想在人与人之间不断地来回传递，而这一过程自古一直演化至今。一个体系是不断在经历发展、变化、演变和结构调整的，尽管系统中的某些特征会变得相对固定，我们把这样比较固定的部分称为结构……思想一直在演化，而我们无法说出这整个的结构是从何时开始的。但是随着文明的成长，思想的结构也有了很大的发展。也许在文明建立起来之前只有非常简单的思想。而现在这一体系已经变得非常复杂而又多分支，并且其中的不和谐也远多于过去。
现在我想说的是，这一体系中存在一个错误，一个“系统性错误”，不是这里或那里有个错误，而是错误遍布整个系统。你能想象这个画面吗？这错误无处不在，又不在任何地方。你可能说，“这里有个问题，我要把思想带到这里来解决这个问题”。然而，你的思想也是这系统的一部分，你的思想具有的错误与你试图纠正的错误是一样的，或者起码是相似的。
而思想持续用这种方式创造问题然后再试图去解决问题。当思想试图如此去解决问题的时候，却使问题变得更糟。因为它没有注意到正是它自己创造出这些问题，它越是思考，创造出的问题就越多。（第18-19页）

#### 《波姆对话》
在他的晚年，为解决社会问题，波姆曾写过一篇建议，后来被称为《波姆对话》，其中他提到，要实现人与人之间交流和欣赏彼此不同的个人信念，最重要的前提是地位的平等与自由的气氛。他建议，如果各对话群体能有实质上更广范围的经历，将有助于他们跨越孤立和分裂的状态——而这是波姆观察到深植于社会内在层面的。

## 著作
- 1951. Quantum Theory, New York: Prentice Hall. 1989 reprint （页面存档备份，存于）, New York: Dover, ISBN 0-486-65969-0
- 1957. Causality and Chance in Modern Physics, 1961 Harper edition reprinted in 1980 by Philadelphia: U of Pennsylvania Press, ISBN 0-8122-1002-6
- 1962. Quanta and Reality, A Symposium, with N. R. Hanson and Mary B. Hesse, from a BBC program published by the American Research Council
- 1965. The Special Theory of Relativity, New York: W.A. Benjamin.
- 1980. Wholeness and the Implicate Order, London: Routledge, ISBN 0-7100-0971-2, 1983 Ark paperback: ISBN 0-7448-0000-5, 2002 paperback: ISBN 0-415-28979-3
- 1985. Unfolding Meaning: A weekend of dialogue with David Bohm (Donald Factor, editor), Gloucestershire: Foundation House, ISBN 0-948325-00-3, 1987 Ark paperback: ISBN 0-7448-0064-1, 1996 Routledge paperback: ISBN 0-415-13638-5
- 1985. The Ending of Time, with Jiddu Krishnamurti, San Francisco: Harper, ISBN 0-06-064796-5.
- 1987. Science, Order, and Creativity, with F. David Peat. London: Routledge.  2nd ed. 2000.  ISBN 0-415-17182-2.
- 1989. Meaning And Information, In: P. Pylkkänen (ed.): The Search for Meaning: The New Spirit in Science and Philosophy, Crucible, The Aquarian Press, 1989, ISBN 978-1-85274-061-0.
- 1991. Changing Consciousness: Exploring the Hidden Source of the Social, Political and Environmental Crises Facing our World (a dialogue of words and images), coauthor Mark Edwards, Harper San Francisco, ISBN 0-06-250072-4
- 1992. Thought as a System (transcript of seminar held in Ojai, California, from 30 November to 2 December 1990), London: Routledge. ISBN 0-415-11980-4.
- 1993. The Undivided Universe: An ontological interpretation of quantum theory, with B.J. Hiley, London: Routledge, ISBN 0-415-12185-X (final work)
- 1996. On Dialogue. editor Lee Nichol. London: Routledge, hardcover: ISBN 0-415-14911-8, paperback: ISBN 0-415-14912-6, 2004 edition: ISBN 0-415-33641-4
- 1998. On Creativity, editor Lee Nichol. London: Routledge, hardcover: ISBN 0-415-17395-7, paperback: ISBN 0-415-17396-5, 2004 edition: ISBN 0-415-33640-6
- 1999. Limits of Thought: Discussions, with Jiddu Krishnamurti, London: Routledge,  ISBN 0-415-19398-2.
- 1999. Bohm-Biederman Correspondence: Creativity and Science, with Charles Biederman. editor Paavo Pylkkänen. ISBN 0-415-16225-4.
- 2002. The Essential David Bohm. editor Lee Nichol. London: Routledge, ISBN 0-415-26174-0. preface by the Dalai Lama

## 延伸阅读
- William Keepin: A life of dialogue between science and spirit – David Bohm （页面存档备份，存于）. In World Scriptures: Leland P. Stewart (ed.): Guidelines for a Unity-and-Diversity Global Civilization, World Scriptures Vol. 2, AuthorHouse, 2009, ISBN 978-1-4389-8086-7,  pp. 5–13
- William Keepin: Lifework of David Bohm. River of Truth （页面存档备份，存于）, Re-vision, vol. 16, no. 1, 1993, p. 32 (online at scribd)